# Benedictus Son Hee-Song
Benedictus Son Hee-Song (* 28. Januar 1957 in Kyenki Yeonchenun Chadari) ist ein südkoreanischer Geistlicher und römisch-katholischer Bischof von Uijeongbu.

## Leben
Benedictus Son Hee-Song empfing am 4. Juli 1986 das Sakrament der Priesterweihe für das Erzbistum Seoul.
Am 14. Juli 2015 ernannte ihn Papst Franziskus zum Titularbischof von Camplum und zum Weihbischof in Seoul. Der Erzbischof von Seoul, Andrew Kardinal Yeom Soo-jung, spendete ihm am 28. August desselben Jahres die Bischofsweihe; Mitkonsekratoren waren die Weihbischöfe in Seoul, Timothy Yu Gyoung-chon und Peter Chung Soon-taek OCD.
Am 13. März 2024 ernannte ihn Papst Franziskus zum Bischof von Uijeongbu. Die Amtseinführung fand am 2. Mai desselben Jahres statt.